# 876
El 876 (DCCCLXXVI) fou un any comú començat en diumenge del calendari julià.

## Esdeveniments
- L'emperador romà d'Orient, Basili I el Macedoni, d'orígens armenis, envia un ambaixador al rei armeni, Asoci Bagratuní, per demanar-li una corona reial atenent el títol de tagadir que tenia aquest últim.[1]
- 9 d'octubre: Lluís III d'Alemanya venç Carles el Calb en la batalla d'Andernach i posa fi als seus intents d'estendre el territori de Frància Occidental fins al Rin.